# Љубељ (Љубешћица)
Љубељ (хрв. Ljubelj) је насељено место у општини Љубешћица, Вараждинска жупанија, Хрватска.

## Историја
До територијалне реорганизације у Хрватској био је у саставу старе општине Нови Мароф.

## Становништво
У попису становништва из 2011. године, Љубељ је имао 63 становника.
| Број становника према пописима | Број становника према пописима | Број становника према пописима | Број становника према пописима | Број становника према пописима | Број становника према пописима | Број становника према пописима | Број становника према пописима | Број становника према пописима | Број становника према пописима | Број становника према пописима | Број становника према пописима | Број становника према пописима | Број становника према пописима | Број становника према пописима | Број становника према пописима |
| ------------------------------ | ------------------------------ | ------------------------------ | ------------------------------ | ------------------------------ | ------------------------------ | ------------------------------ | ------------------------------ | ------------------------------ | ------------------------------ | ------------------------------ | ------------------------------ | ------------------------------ | ------------------------------ | ------------------------------ | ------------------------------ |
| 1857                           | 1869                           | 1880                           | 1890                           | 1900                           | 1910                           | 1921                           | 1931                           | 1948                           | 1953                           | 1961                           | 1971                           | 1981                           | 1991                           | 2001                           | 2011                           |
| 0                              | 0                              | 0                              | 0                              | 0                              | 0                              | 0                              | 0                              | 216                            | 171                            | 176                            | 100                            | 87                             | 91                             | 76                             | 63                             |

Напомена: Исказује се од 1948. у саставу насеља под именом Љубељ Капелски. Године 1991. умањено за део површине насеља које је припојено насељу Љубељ Калнички, за које садржи део података из 1948. до 1961.